# John Scofield
Pour les articles homonymes, voir Scofield.

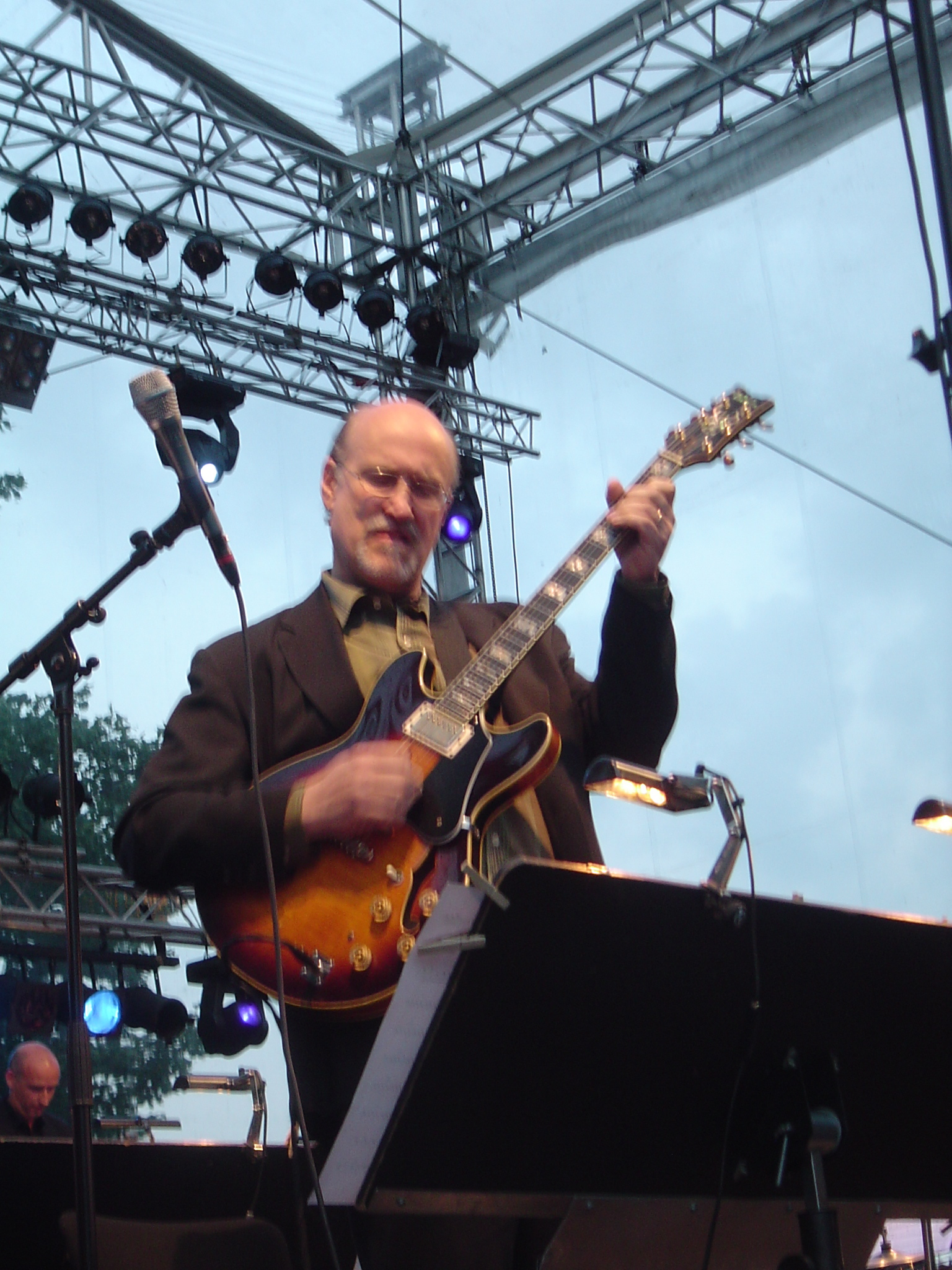
John Scofield en concert, International Jazz Festival Enschede, 2007.

John Scofield, né le 26 décembre 1951 à Dayton (Ohio), est un guitariste de jazz et compositeur américain.

## Biographie
Il passe son enfance dans le Connecticut, où il commence la guitare à l'âge de 11 ans. Grâce à l'aide d'un professeur de guitare, il est vite initié à Pat Martino, Jim Hall et Wes Montgomery. Mais ce qui deviendra son style, le jazz-rock, n'en est qu'à ses balbutiements, lorsque John atteint sa majorité. Passionné par la guitare, doué de surcroît, on le retrouve quelques années plus tard sur les bancs de la Berklee College of Music (1970-1973).
Scofield fait alors ses armes sous l'aile de jazzmen reconnus tels que Gerry Mulligan et Chet Baker. Avec ces deux derniers, il enregistre un live au Carnegie Hall. Mais, comme il aime le faire remarquer, Scofield a vraiment commencé sa carrière au sein du groupe de Billy Cobham et George Duke. C'est le vrai commencement du jazz-rock : où des amateurs de rock viennent voir des jazzmen en concert. Chose inouïe à l’époque.
Après deux ans de bons et loyaux services, le groupe se sépare. Scofield reste à New York. Il se découvre alors un intérêt pour la guitare acoustique. En 1977, il enregistre avec Charles Mingus, avant de rejoindre le "Gary Burton quartet" puis le "Dave Liebman's quintet".
Mais c'est Miles Davis qui va vraiment le propulser. À partir de 1982, poussé par la fibre du jazz-funk, John accompagnera Davis pendant trois années, en studio et sur scène à travers le monde.
Toujours avide de découvertes, il quitte Miles pour rejoindre Dennis Chambers (batteur) et Gary Grainger (bassiste) pour développer davantage la fusion jazz-funk, jusqu’à un revirement en 1989. John signe chez Blue Note Records et part à l'exploration du swing. Il retrouve alors son camarade de classe de Berklee, le saxophoniste Joe Lovano. Ils enregistreront trois albums, les plus jazz de sa carrière, selon Scofield. John travaillera aussi avec Charlie Haden et Jack DeJohnette. L'artiste évolue ensuite vers un jazz teinté de soul et de "New Orleans spirit", sous l'influence d'Eddie Harris, en vogue dans les années 1960. Enfin et surtout, il accompagne le guitariste jazz Pat Metheny (I Can See Your House From Here, 1994) et Bill Frisell.
En 1995, Scofield passe sur le label Verve Records. Sa liberté d'esprit et son ouverture musicale le poussent à chaque fois à jouer avec de nouvelles personnes et à fusionner d'autres genres au jazz pour essayer de se renouveler. Tout au long de sa carrière, il a pu côtoyer les meilleurs jazzmen dont Chick Corea, Herbie Hancock, Billy Cobham, Jim Hall, Joe Henderson, et plus récemment Medeski Martin and Wood (2006). Pourtant, l'homme n'est pas qu'un simple fan de jazz. Il cite ses sources dans le blues "classique" (Albert King), mais aussi dans le rock des années 2000 (Tom Morello)...

## Discographie

### En tant qu'artiste principal
- 1977 : John Scofield (Trio)
- 1977 : East Meets West (en) (Black-Hawk, Bellophon)
- 1978 : Rough House (en) (Enja)
- 1979 : Who's Who? (en) (Arista/Novus)
- 1979 : Four Keys (MPS)
- 1980 : Bar Talk (en) (Arista)
- 1984 : Electric Outlet (en) (Gramavision)
- 1985 : Still Warm (en) (Gramavision)
- 1986 : Blue Matter (en) (Gramavision)
- 1987 : Loud Jazz (en) (Gramavision)
- 1988 : Flat Out (en) (Gramavision)
- 1990 : Time on My Hands (en) (Blue Note)
- 1991 : Meant to Be (en) (Blue Note)
- 1992 : Grace Under Pressure (en) (Blue Note)
- 1993 : What We Do (en) (Blue Note)
- 1994 : I Can See Your House From Here (en), avec Pat Metheny (Blue Note)
- 1994 : Hand Jive (en), (Blue Note)
- 1995 : Groove Elation (en) (Blue Note)
- 1996 : Quiet (en) (Verve)
- 1998 : A Go Go (en) (Verve)
- 2000 : Bump (en) (Verve)
- 2001 : Works for Me (en) (Verve)
- 2002 : Überjam (en) (Verve)
- 2003 : Ho! (en), avec ScoLoHoFo (Blue Note)
- 2003 : Up All Night (en) (Verve)
- 2005 : That's What I Say: John Scofield Plays the Music of Ray Charles (en) (Verve)
- 2007 : This Meets That (en) (Emarcy)
- 2009 : Piety Street (en) (Emarcy)
- 2010 : 54 (en) (Emarcy)
- 2011 : A Moment's Peace (en) (Emarcy)
- 2013 : Überjam Deux (en) (Universal)
- 2015 : Past Present (en) (Universal)
- 2016 : Country for Old Men (en) (Impulse!)
- 2017 : Hudson (en) (Motéma)
- 2018 : Combo 66 (en) (Verve)
- 2020 : Swallow Tales (en) (ECM)
- 2022 : John Scofield (en) (ECM)
- 2023 : Uncle John's Band (ECM)

### Albums en concert
- 1977 : John Scofield Live (en) (Enja)
- 1981 : Shinola (en) (Enja)
- 1981 : Out Like a Light (en) (Enja)
- 1987 : Pick Hits Live (en) (Gramavision)
- 1987 : Pick Hits Live (en) (Gramavision)
- 2004 : Scorched (en), avec Mark-Anthony Turnage (Deutsche Grammophon)
- 2004 : EnRoute: John Scofield Trio LIVE (en) (Verve)
- 2006 : Saudades (en), avec Trio Beyond (Jack DeJohnette, Larry Goldings et Scofield) (ECM)

### AvecMedeski, Martin and Wood
- 1998 : A Go Go (en) (Verve)
- 2006 : Out Louder (2 versions) (en) (Indirecto)
- 2011 : In Case the World Changes Its Mind - Live (Indirecto)

### Compilations et albums scéniques
- 1989 : Best of John Scofield (en) (Blue Note)
- 1990 : Slo Sco: The Best of the Ballads (en) (Gramavision)
- 1994 : Liquid Fire: The Best of John Scofield (en) (Gramavision)
- 2000 : Steady Groovin': The Blue Note Groove Sides (en) (Blue Note)

### En tant qu'accompagnateur
- 1975 : Billy Cobham, A Funky Thide of Sings
- 1976 : Billy Cobham, Life and times
- 1976 : Billy Cobham et George Duke, Live on tour in Europe
- 1977 : Billy Cobham, Inner conflicts
- 1983 : Miles Davis, Star People
- 1984 : Miles Davis, Decoy
- 1984-1985 : Miles Davis, The Complete Miles Davis at Montreux 1973-1991 : volumes 3 à 8, Casino de Montreux, 8 juillet 1984 et 14 juillet 1985
- 1985 : Miles Davis, You're Under Arrest
- 1997 : Joe Henderson, Porgy and Bess
- 2005 : Brian Melvin, Beatlejazz With A Little Help from Our Friends
- 2015 : Gov't Mule, Sco-Mule (album live)

## Prix et distinctions
- En 1998, John Scofield se voit attribuer le prix Miles-Davis par le Festival international de jazz de Montréal.